# Patine du désert

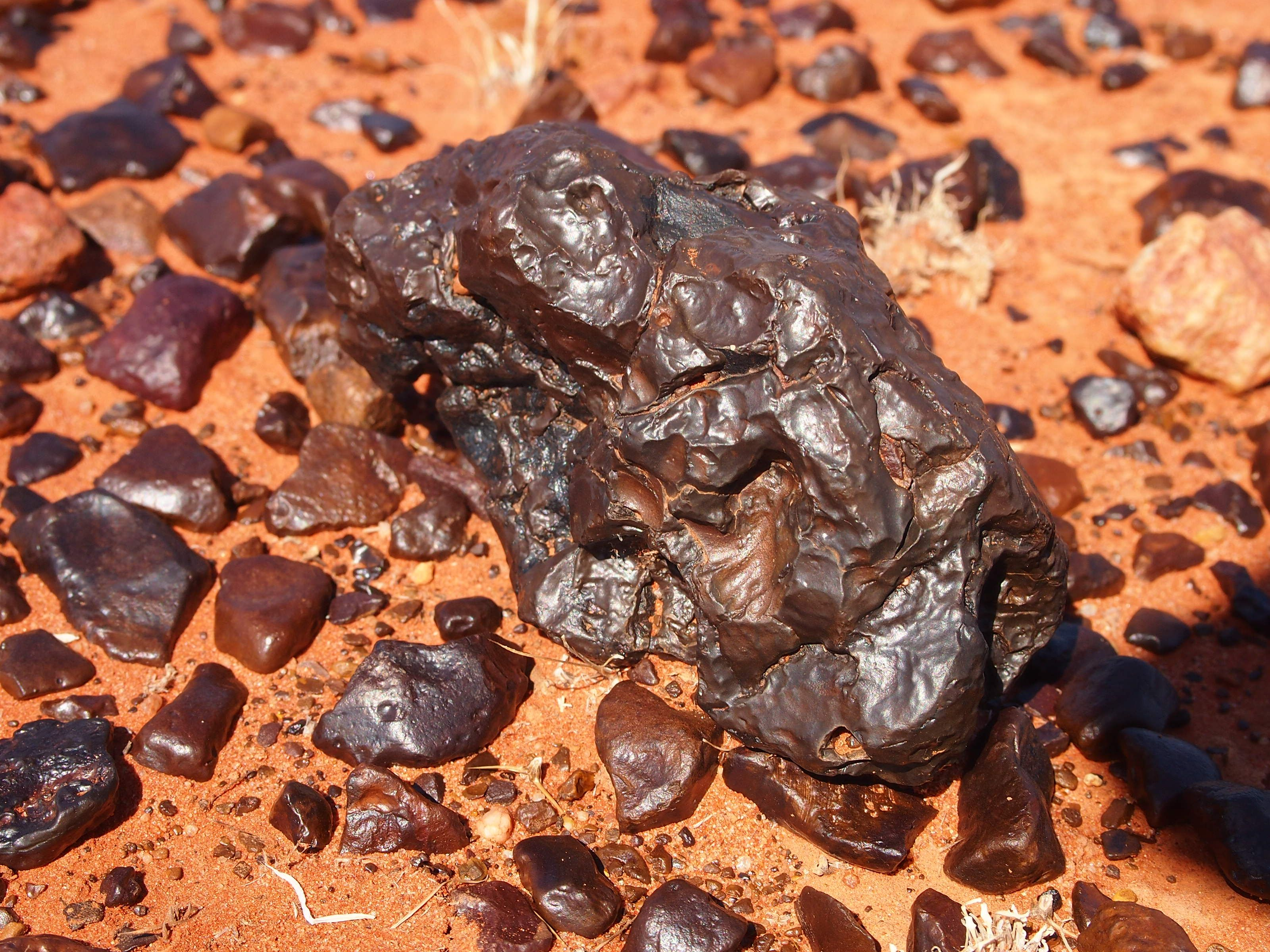
Patine du désert en Australie

La patine du désert est un revêtement jaune-orangé à noir que l'on trouve sur les surfaces rocheuses exposées dans les environnements arides. Cette patine présente une épaisseur d'environ un micromètre et une stratification à l'échelle nanométrique.

## Formation
La patine du désert ne se forme que sur des surfaces rocheuses physiquement stables qui ne sont plus sujettes aux précipitations fréquentes, à la fracturation ou à l'abrasion due au vent. 
La patine est principalement composée de particules d'argile ainsi que d'oxydes de fer et de manganèse. On y retrouve également divers oligo-éléments et presque toujours de la matière organique. Sa couleur varie du brun au noir.
Il a été suggéré que la patine du désert devrait être considérée comme potentielle « biosphère sombre », c'est-à-dire comme une biosphère microbienne hypothétique basée sur des processus biochimiques et moléculaires très différents de ceux du monde vivant connu.

## Composition

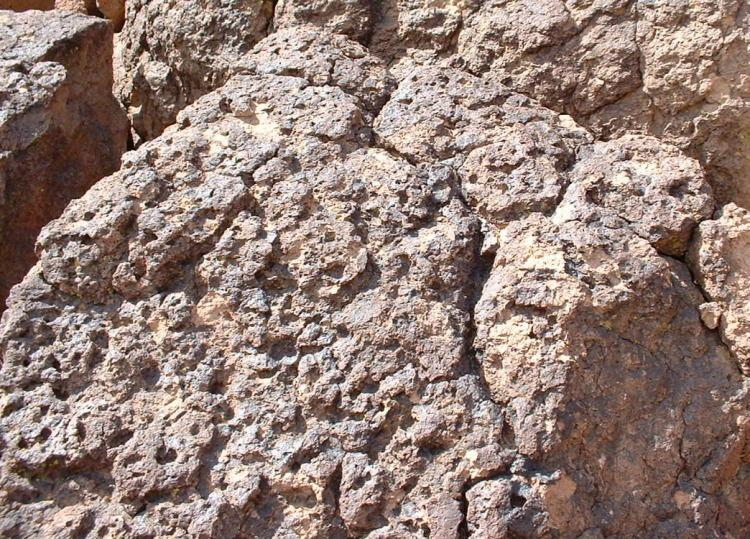
Patine du désert sur Bishop Tuff.

À l'origine, les scientifiques pensaient que la patine était formée à partir de matériel provenant des roches qu'elle recouvre. Des analyses microscopiques et chimiques montrent cependant qu'une grande partie de la patine est constituée d'argile, dont l'origine ne peut être qu'éolienne. L'argile agit alors comme un substrat pour capter d'autres substances qui réagissent chimiquement ensemble lorsque la roche atteint des températures élevées sous le soleil du désert. L'humidité induite par la rosée est également importante dans le processus.
Une caractéristique importante de la patine noire du désert est sa concentration inhabituellement élevée en manganèse. Le manganèse est relativement rare dans la croûte terrestre, ne représentant que 0,12 % de son poids. Dans cette patine, cependant, le manganèse est 50 à 60 fois plus abondant. Une hypothèse à ce paradoxe fait intervenir des micro-organismes oxydant et concentrant le manganèse (mixotrophes) qui sont courants dans les environnements pauvres en nutriments organiques. 
Un pH du micro-environnement supérieur à 7,5 est inhospitalier pour les microbes qui concentrent le manganèse. Dans ces conditions, des vernis orangés se développent, pauvres en manganèse (Mn) mais riches en fer (Fe). Une autre hypothèse pour expliquer les différences de teneur en Mn/Fe a été proposée et considère que les patines riches en Mn et riches en Fe sont respectivement liées aux climats humides et arides.